# Mario de Luna
Mario Humberto de Luna Saucedo (* 5. Januar 1988 in Aguascalientes, Aguascalientes) ist ein mexikanischer Fußballspieler, der als Abwehrspieler agiert.

## Karriere
Sein Debüt in der mexikanischen Primera División feierte De Luna am 9. November 2008 in einem Auswärtsspiel des Club Deportivo Guadalajara beim Puebla FC, das mit 1:2 verloren wurde.
Mario de Luna ist ein zuverlässiger Abwehrspieler, der sich schon bald zum Stammspieler seines Vereins entwickelt hat. So bestritt er zum Beispiel auch beide Finalspiele um die Copa Libertadores 2010 in voller Länge. Ab 2014 wurde er dann an mehrere Vereine ausgeliehen und 2019 schließlich an Atlético San Luis verkauft.